# 有機棉

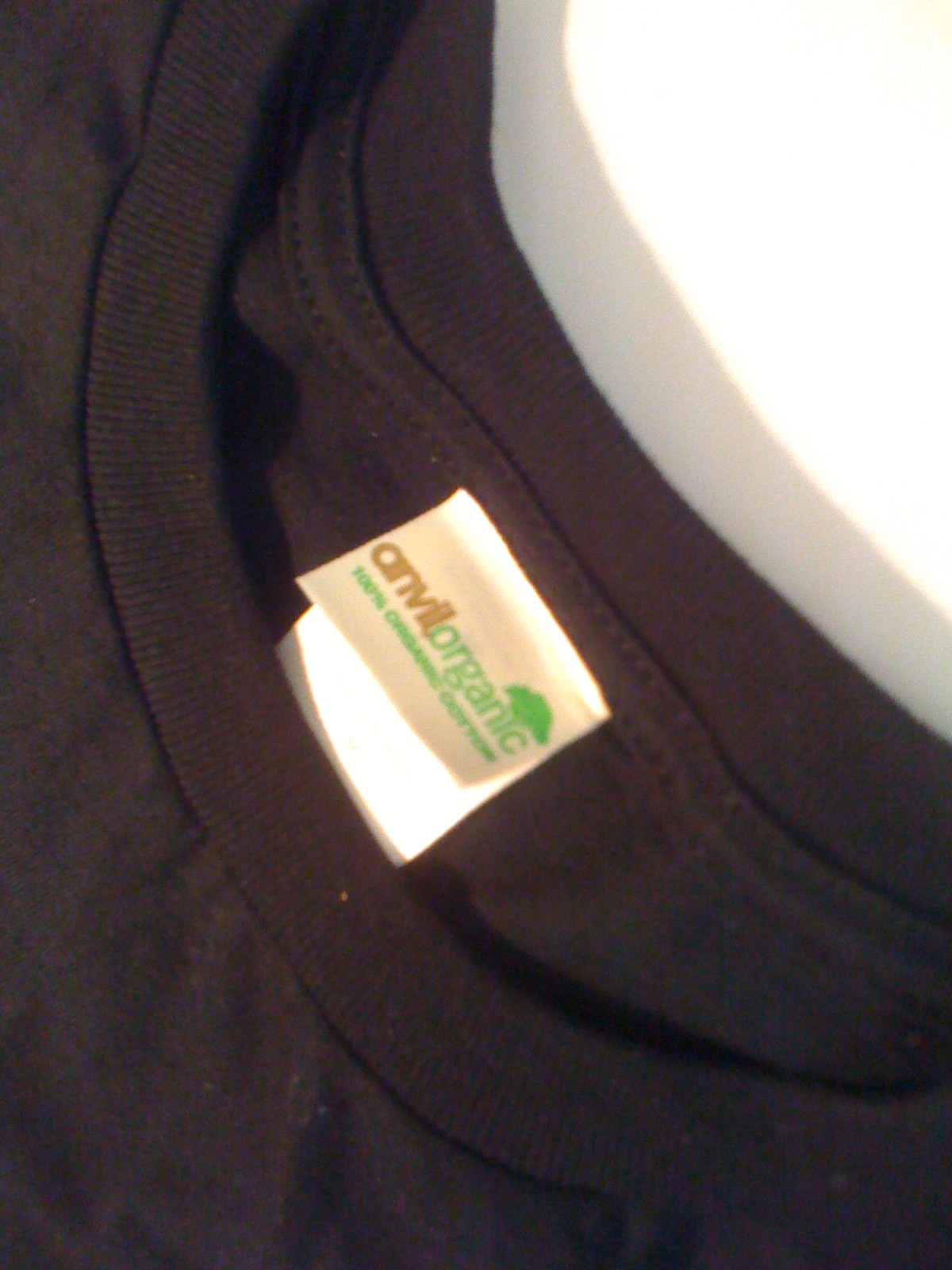
含有机棉的衣服

有機棉是從非轉基因改造的棉花種子通過有機種植的棉花，並且不使用任何合成農業化學品，如肥料或殺蟲劑。 有機棉是沒有經過化學劑處理的，因此特別適合做嬰幼兒服飾，也不會誘發氣喘或異位性皮膚炎等過敏現象。
截至2017年，全球有179個國家種植有機棉，年產量達到320萬公噸。

## 棉花種植
棉花覆蓋了世界2.5％的耕地，但使用了世界上16％的化學殺蟲劑，比任何一種主農作物還要多。其中15種常用的殺蟲劑有8種被美国国家环境保护局評為可能或確定引致人類致癌，包括：Acephate (乙酰甲胺磷)，1,3-Dichloropropene (1,3-二氯丙烯)，Diuron (敵草隆)，Fluometuron (氟脲)，Pendimethalin，Tribufos和 Trifluralin。
種植棉花所需要使用的大量化學劑不但對生態環境造成污染，還導致生物多樣性減少及導致生態系統平衡發生變化。

## 有機認證
國際有機農業運動聯合會（1FOAM，International Federation Of Organic Agriculture Movement），美國的有機貿易協會（OTA，Organic Trade Association）、美國農業部有機認證協會（USDA Organic）、英國的土壤協會（Soil Association）、德國的國際天然紡織工業協會（ⅣN.International Association Natural Industry）、歐洲的國際組織（Demeter）、瑞典和北歐的（KRAV）和日本的日本有機棉協會（JOCA，Japan Organic Cotton Association）。瑞士的生態市場協會（IMO，Institute for Marketecology）和荷蘭Skal（目前叫Control Union）是知名國際認證機構。而GOTS及OCS則是國際有機棉產品加工標準。